# Huron
 Ovo je glavno značenje pojma Huron. Za druga značenja pogledajte Huron (razdvojba).
Huron je jezero u Sjevernoj Americi jedno od pet Velikih jezera, na granici SAD-a i Kanade, tj. američke savezne države Michigan i kanadske pokrajine Ontario. 

## Opis
Jezero Huron je drugo po veličini od pet Velikih jezera površine 59.596 km2 i treće slatkovodno jezero po veličini u svijetu. Jezero Huron sadrži 3.540 km3 vode, duljina obale iznosi 6.157 km, jezero se nalazi nadmorskoj visini od 176 m prosječna dubina iznosi 59 m, a najveća je 229 m. Jezero je dugo 332 km, a najveća je širina 245 km. Na jezeru se nalazi otok Manitoulin najveći otok na svijetu koji je okružen slatkom vodom. 
Jezero Huron je s jezerom Michigan povezano prolazom Mackinac, te oba jezera imaju istu razinu vode te se ponegdje nazivaju Jezero Michigan-Huron. Jezero Superior je iznad jezera Huron, te se rijekom St. Marys ulijeva u Hurion.
Voda iz jezera Huron se zatim rijekom St. Clair, jezerom St. Clair, rijekom Detroit ulijeva u jezero Erie.
Jezero je dobilo naziv po plemenskoj konfederaciji koja je nastanjivala to područje u 17. stoljeću; Huron ili Wendat (Houandate, Ouendat; izgovor hjuron; vajandot) je plemenska konfederacija jezične porodice Iroquoian.